# DJ Magazine
『DJ Magazine』（ディージェーマガジン、DJ Mag）は 1991年に創刊した月刊のダンス・ミュージック誌である。

## トップ100 DJs
トップ100 DJsは、1995年より毎年開催されるDJの世界番付である。ランキングは、リスナーからの投票、実績、活動を元に算出される。

## トップ100 Clubs
トップ100 Clubsは、毎年開催されるクラブの世界番付である。ランキングは、リスナーからの投票、実績、活動を元に算出される。